# Abalá (község)
Abalá község Mexikó Yucatán államának délnyugati részén. 2010-ben lakossága kb. 6400 fő volt, ebből mintegy 1900-an laktak a községközpontban, Abalában, a többi 4500 lakos a község területén található 8 kisebb-nagyobb településen élt.

## Fekvése
Az állam déli részén, a fővárostól, Méridától délre fekvő község teljes területe a tenger szintje felett körülbelül 10–15 méterrel elterülő síkvidék. Az éves csapadékmennyiség 1000 és 1100  mm körül van, de a községnek vízfolyásai nincsenek. A mezőgazdaság a terület mintegy 16%-át hasznosítja, a többi részt főként vadon borítja.

## Népesség
A község lakóinak száma a közelmúltban egy rövid időszak kivételével igen gyorsan növekedett, a változásokat szemlélteti az alábbi táblázat:
| Év   | Lakosság |
| ---- | -------- |
| 1990 | 4584     |
| 1995 | 5328     |
| 2000 | 5230     |
| 2005 | 5976     |
| 2010 | 6356     |

## Települései
A községben 2010-ben 9 lakott helyet tartottak nyilván, de közülük kettőben 10-nél is kevesebben éltek. A másik hét helység:
| Település             | Lakosság (2010) |
| --------------------- | --------------- |
| Uayalceh              | 2323            |
| Abalá (községközpont) | 1890            |
| Temozón               | 760             |
| Mucuyché              | 494             |
| Sihunchén             | 334             |
| Cacao                 | 276             |
| Peba                  | 271             |